# 1517 Београд
1517 Београд је астероид главног астероидног појаса са пречником од приближно 36,16 km. Открио га је чувени српски астроном Милорад Б. Протић.
Астероид је откривен 20. марта 1938. године. Добио је име Београд по родном граду Протића.
Афел астероида је на удаљености од 2,832 астрономских јединица (АЈ) од Сунца, а перихел на 2,602 АЈ. Ексцентрицитет орбите износи 0,042, инклинација (нагиб) орбите у односу на раван еклиптике 5,280 степени, а орбитални период износи 1635,885 дана (4,478 године).
Апсолутна магнитуда астероида је 11,10 а геометријски албедо 0,049.